# Dalwitz
Dalwitz ist ein Ortsteil der Gemeinde Walkendorf im Landkreis Rostock in Mecklenburg-Vorpommern.

## Geographische Lage
Dalwitz liegt südwestlich des Gemeindezentrums am Rande der Mecklenburgischen Schweiz. Östlich liegt der Ortsteil Neu Vorwerk. Es folgen im Uhrzeigersinn Vietschow, ein Ortsteil von Groß Wüstenfelde, Rensow (zu Prebberede) sowie Stechow (zu Walkendorf). Nordöstlich zwischen Stechow und Rensow liegt das Waldgebiet Griever Holz.

## Geschichte
Dalwitz entstand im 11. Jahrhundert als slawische Wasserburg. Die Gemarkung wurde erstmals 1349 urkundlich erwähnt als es sich im Besitz derer von Bassewitz befand. Sie errichteten im Jahr 1726 ein Gutshaus, das 1855 unter Heinrich Graf von Bassewitz (1829–1912) im Tudorstil um- und ausgebaut wurde. Letzter Grundbesitzer vor der Bodenreform war Gerd von Bassewitz auf Schloss Lühburg, Gut Dalwitz mit etwa 672 ha wurde durch den ältesten Sohn Heinrich Graf Bassewitz verwaltet. Nach dem Ende des Zweiten Weltkrieges wurden die Besitzer enteignet und auf dem Gut gründete sich eine LPG. Nach der Wende schloss die LPG. Heino Graf von Bassewitz pachtete das Anwesen im Jahr 1992 und baute es zu einem Gästehaus mit einem angeschlossenen landwirtschaftlichen Betrieb mit ökologischem Landbau um. Bürgermeister, Anwohner und das Land setzten sich dafür ein, dass die 1998 geschlossene Grundschule ein Jahr später wiedereröffnet werden konnte. Der Kindergarten wurde privatisiert. Auf Betreiben derer von Bassewitz fand eine Umlegung statt.

## Sehenswürdigkeiten
- Gutshaus mit Park aus dem Jahr 1717[4]

## Wirtschaft und Infrastruktur

### Wirtschaft
Der Ort ist im Wesentlichen von der Landwirtschaft und dem Tourismus geprägt. Es existieren eine Reitanlage, ein Restaurant sowie ein Biotechnologieunternehmen.

### Verkehr
Durch den Ort verläuft von Südwesten kommend in Richtung Nordosten die Straße Dalwitz. Sie stellt eine Verbindung nach Rensow und Walkendorf her. Sie verzweigt im Ort in östlicher Richtung nach Neu Vorwerk sowie in nordwestlicher Richtung nach Stechow. Die Linie 235 des Regionalbusses Rostock verbindet den Ort mit Gnoien und Prebberede.